# Inesperado amor
Inesperado amor es una película mexicana dirigida por Leopoldo Laborde en 1999 y protagonizada por la actriz y cantante Anahí que interpreta a Ana, una joven que se enamora por primera vez de Roberto (José Joel).

## Sinopsis
En un fin de semana de campamento con sus amigas Ana (Anahí) conoce a Roberto un monitor, y se enamora de él. 
Al regresar a casa Ana no recibe ninguna llamada de Roberto y se entristece y desilusiona. Su padre (José Elías Moreno) viudo, se preocupa al ver que su hija crece y le pide consejos a Cecilia su compañera para saber qué decirle o cómo tratarla.
Pero Ana y Roberto se vuelven a encontrar. Ana se da cuenta de que Roberto la engaño y este hará todo lo posible para recobrar su confianza y volver a estar juntos. En este tiempo Ana contará con sus amigas, especialmente con Lorena (Dulce María) que tiene problemas con el alcohol, y sufrirá diferencias con su padre.

## Elenco
- Anahí como Ana
- José Joel como Roberto
- José Elías Moreno como Papá de Ana
- Dulce María como Lorena
- Ruth Carrillo
- Natalia Garduño
- Ingrid Martz como Cecilia
- Diego Sieres como Óscar
- Raúl Sieres como Mauricio
- José Luis Badillo
- Roberto Trujillo
- Virginia Galindo
- Zaira de Quevedo
- Oscar Muratalla